# Balta Sărată
Balta Sărată – wieś w Rumunii, w okręgu Teleorman, w gminie Crângeni. W 2011 roku liczyła 770 mieszkańców.